# Miss Terra Venezuela
Miss Terra Venezuela é um concurso de beleza realizado anualmente na Venezuela. A vencedora do Miss Terra Venezuela obtém o direito de representar o país no concurso Miss Terra.
A atual Miss Terra Venezuela é Karleys Rojas, nascida no estado de La Guaira.

## História

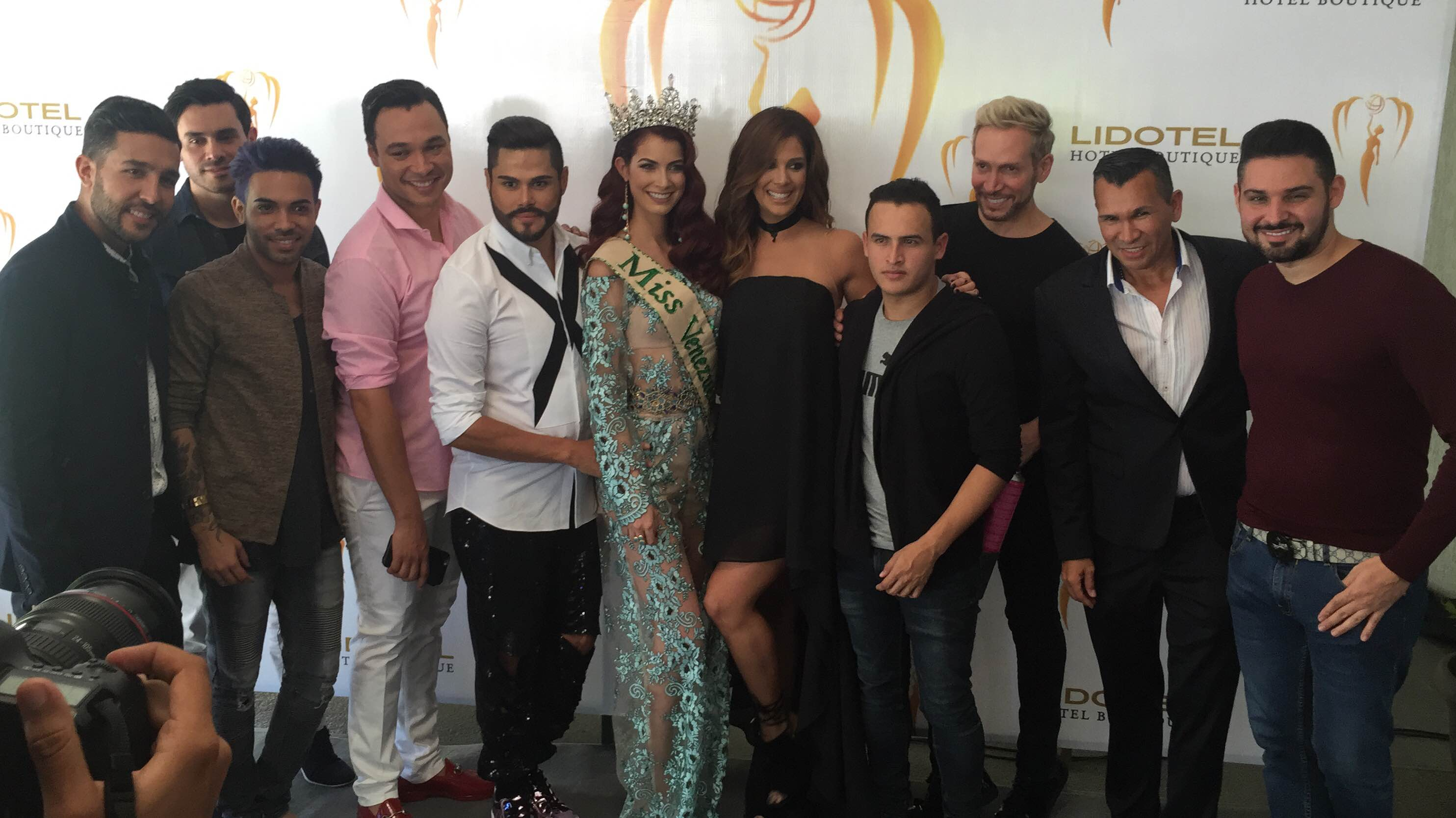
Conferência de imprensa onde foi apresentada a nova Organização Miss Earth Venezuela.

O Miss Terra Venezuela, com sede em Caracas, é organizado pelos diretores nacionais da Miss Earth Venezuela Julio César Cruz e Alyz Henrich. O concurso foi criado para escolher a representante venezuelana no evento anual Miss Terra e para promover a conscientização ambiental e a proteção da Terra.
Stephanie de Zorzi foi eleita Miss Terra Venezuela 2016 em uma pequena cerimônia onde foi coroada novamente por Alyz Henrich para a nova organização Miss Terra Venezuela. Ela representou a Venezuela no concurso Miss Terra 2016 realizado em Manila, nas Filipinas, onde se tornou uma sensação instantânea e conseguiu um grande número de seguidores. Stephanie ganhou vários fãs nas Filipinas, não apenas em seu país, incluindo a comunidade latina no hemisfério ocidental. Ela competiu com 82 concorrentes de todo o mundo. Durante os eventos pré-concurso, Stephanie ganhou uma medalha de prata durante a apresentação para a imprensa como parte do prêmio "Querida da Imprensa".

## Detentoras de títulos
As seguintes mulheres foram coroadas Miss Terra Venezuela:
| Ano  | Miss Terra Venezuela               | Estado           | Local                                             |
| ---- | ---------------------------------- | ---------------- | ------------------------------------------------- |
| 2016 | Stephanie Ysabel de Zorzi Landaeta | Aragua           | Hotel Centro Lido, Caracas                        |
| 2017 | Yorbriele Ninoska Vásquez Álvarez  | Lara             | Tamanaco Intercontinental Hotel, Caracas          |
| 2018 | Diana Carolina Silva Francisco     | Lara             | Centro Cultural Teatro de Chacao, Chacao, Miranda |
| 2019 | Michell Roxana Castellanos Azuaje  | Guárico          | Centro Cultural Teatro de Chacao, Chacao, Miranda |
| 2020 | Stephany Karina Zreik Torres       | Miranda          | Globovision Studios, Caracas                      |
| 2021 | María Daniela Velasco Rodríguez    | Distrito Capital | Globovision Studios, Caracas                      |
| 2022 | Oriana Gabriela Pablos Díaz        | Distrito Capital | Globovision Studios, Caracas                      |
| 2023 | Jhosskaren Smiller Carrizo Orozco  | Lara             | Globovision Studios, Caracas                      |
| 2024 | Rinelys Karleys Rojas Rivera       | La Guaira        | Poliedro de Caracas, Caracas                      |

## Vencedoras

### Concorrentes elementais
| Ano  | Concorrentes elementais do Miss Terra Venezuela | Concorrentes elementais do Miss Terra Venezuela | Concorrentes elementais do Miss Terra Venezuela | Concorrentes elementais do Miss Terra Venezuela |
| Ano  | Terra                                           | Ar                                              | Água                                            | Fogo                                            |
| ---- | ----------------------------------------------- | ----------------------------------------------- | ----------------------------------------------- | ----------------------------------------------- |
| 2017 | Yorbriele Ninoska Vásquez Álvarez               | Luisa Cristina Núñez Bruno                      | Luisiar Andreína Albarrán Pérez                 | Michelle Stella Barone Montilla                 |
| 2018 | Diana Carolina Silva Francisco                  | Sarilé Daniela González Pérez                   | Katherine Gabriela del Valle Rodríguez Martínez | Verónica Esperanza Araque Smith                 |
| 2019 | Michell Roxana Castellanos Azuaje               | Joanny Gabriela Coronado Flores                 | Mariángel del Valle Barrios Tovar               | Stephany Karina Zreik Torres                    |

### Representantes venezuelanas no Miss Terra
Desde 2016, a Miss Terra Venezuela é eleita por Alyz Henrich, Miss Terra 2013, e Julio César Cruz, que são os diretores nacionais do concurso Miss Terra Venezuela. Antes de 2016, a segunda ou terceira vice-campeã do concurso Miss Venezuela representaria a Venezuela no Miss Terra, e a última representante enviada pela Organização Miss Venezuela foi em 2015.
Chave de cor
Vencedora
Vice-campeã
Finalista ou semi-finalista
| Ano  | Concorrente                        | Estado           | Colocação              | Outros prêmios |
| ---- | ---------------------------------- | ---------------- | ---------------------- | --- |
| 2016 | Stephanie Ysabel de Zorzi Landaeta | Aragua           | Miss Terra - Água 2016 | Querida da Imprensa · Miss Fotogênica · Roupa de Resort (Grupo 3) |
| 2017 | Yorbriele Ninoska Vásquez Álvarez  | Lara             | 8 principais           | Primeira vice-campeã Miss Terra-Hannah's e melhor em maiô · Roupas de resort (Grupo 1) · Vestido Longo (Grupo 1) · Maiô (Grupo 1) · Traje Nacional (América do Sul) · Miss Fotogênica                      |
| 2018 | Diana Carolina Silva Francisco     | Lara             | 8 principais           | Maiô (grupo Fogo) · Roupa de Resort (grupo Fogo) |
| 2019 | Michell Roxana Castellanos Azuaje  | Guárico          | Não colocada           | Vestido de Noite (grupo Fogo) · Roupa de Resort (grupo Fogo) |
| 2020 | Stephany Karina Zreik Torres       | Miranda          | Miss Terra - Ar 2020   | Traje Nacional (grupo das Américas) · Roupa de Resort (grupo das Américas) · Roupa Esportiva (grupo das Américas) · Vestido Longo (grupo das Américas) · Talento (categoria criativa) (grupo das Américas) |
| 2021 | María Daniela Velazco Rodríguez    | Distrito Capital | 8 principais           | - |
| 2022 | Oriana Gabriela Pablos Díaz        | Distrito Capital | Não colocada           | |
| 2023 | Jhosskaren Smiller Carrizo Orozco  | Lara             | 12 principais          | - |

## Galeria do Miss Terra Venezuela

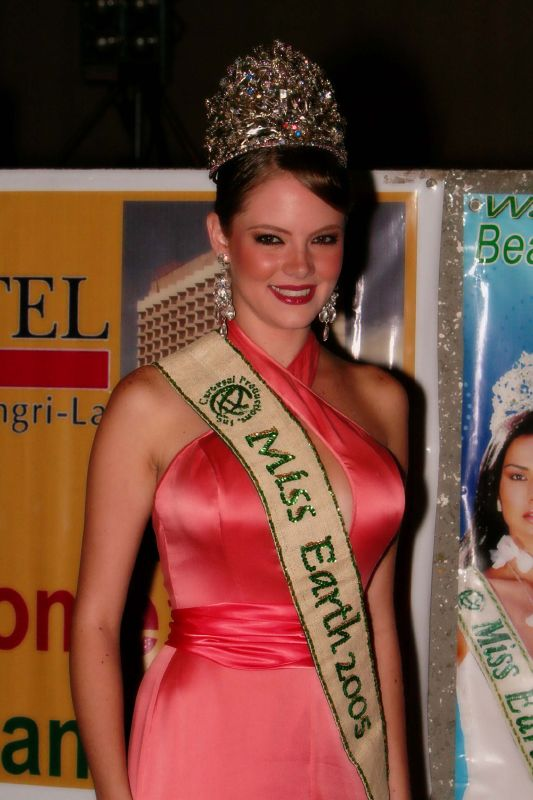
Miss Terra Venezuela 2005
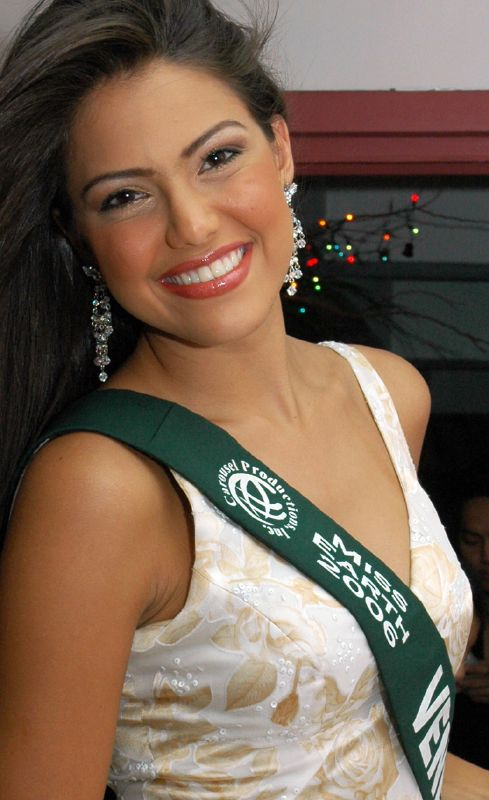
Miss Terra Venezuela 2006
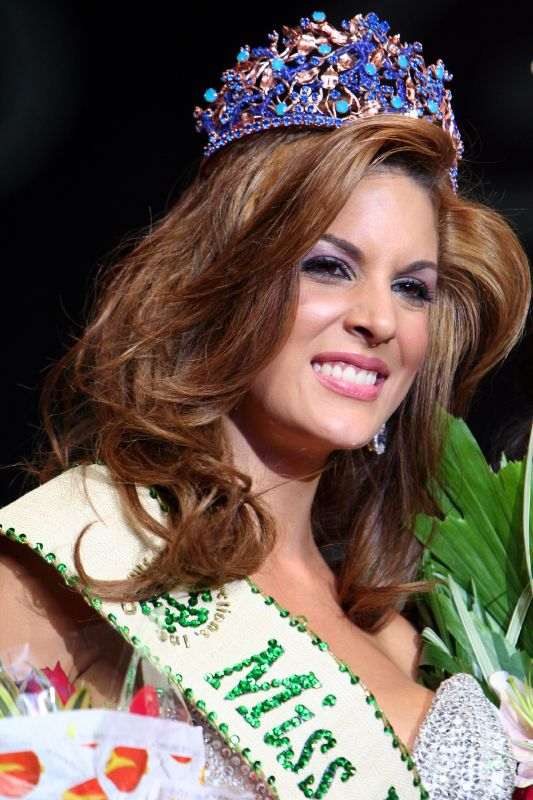
Miss Terra Venezuela 2007
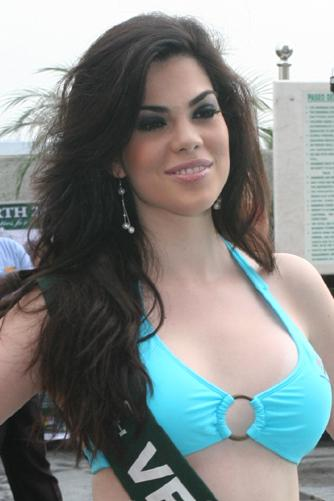
Miss Terra Venezuela 2008
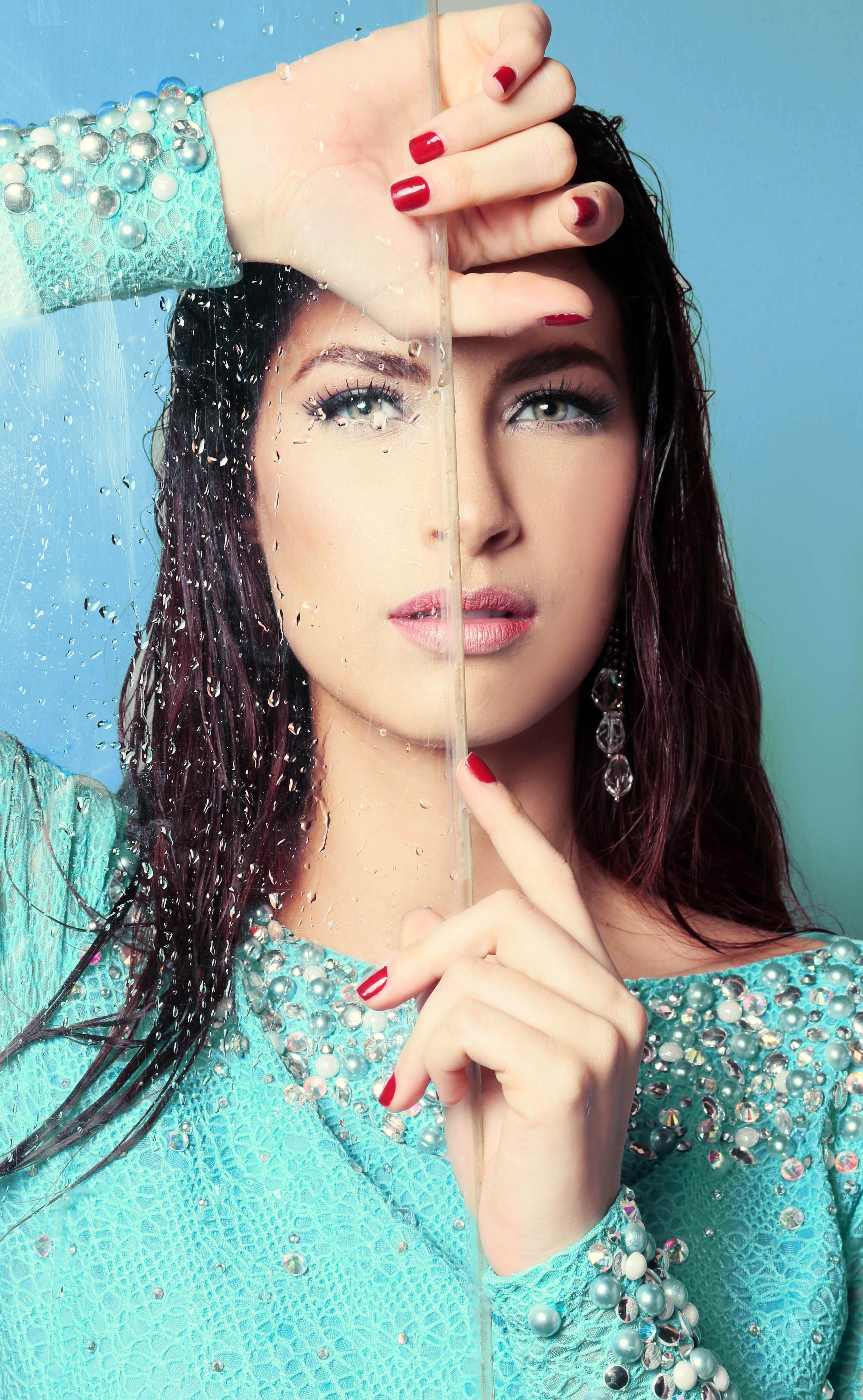
Miss Terra Venezuela 2016